# Руське Тимошкино
Руське Тимошкино (рос. Русское Тимошкино) — село в Бариському районі Ульяновської області Російської Федерації.
Населення становить 31 особу. Входить до складу муніципального утворення Ленінське міське поселення.

## Історія
Від 2004 року входить до складу муніципального утворення Ленінське міське поселення.

## Населення
| 2010 |
| ---- |
| 31   |